# Peranzanes
Peranzanes ist eine Gemeinde mit 271 Einwohnern (Stand: 2024) im nordwestlichen Zentral-Spanien in der Provinz León in der Autonomen Gemeinschaft Kastilien-León. Die Gemeinde besteht neben dem Hauptort Peranzanes aus den Ortschaften Cariseda, Chano, Faro, Fresnedelo, Guímara und Trascastro.

## Geografie
Peranzanes liegt etwa 110 Kilometer westlich von León in einer Höhe von ca. 950 m. 

## Bevölkerungsentwicklung
| Jahr        | 1900 | 1950 | 1970 | 1981 | 1991 | 2001 | 2011 | 2021 |
| ----------- | ---- | ---- | ---- | ---- | ---- | ---- | ---- | ---- |
| Einwohner   | 1913 | 1737 | 1347 | 595  | 389  | 319  | 331  | 269  |
| Quelle: INE |      |      |      |      |      |      |      |      |

## Sehenswürdigkeiten

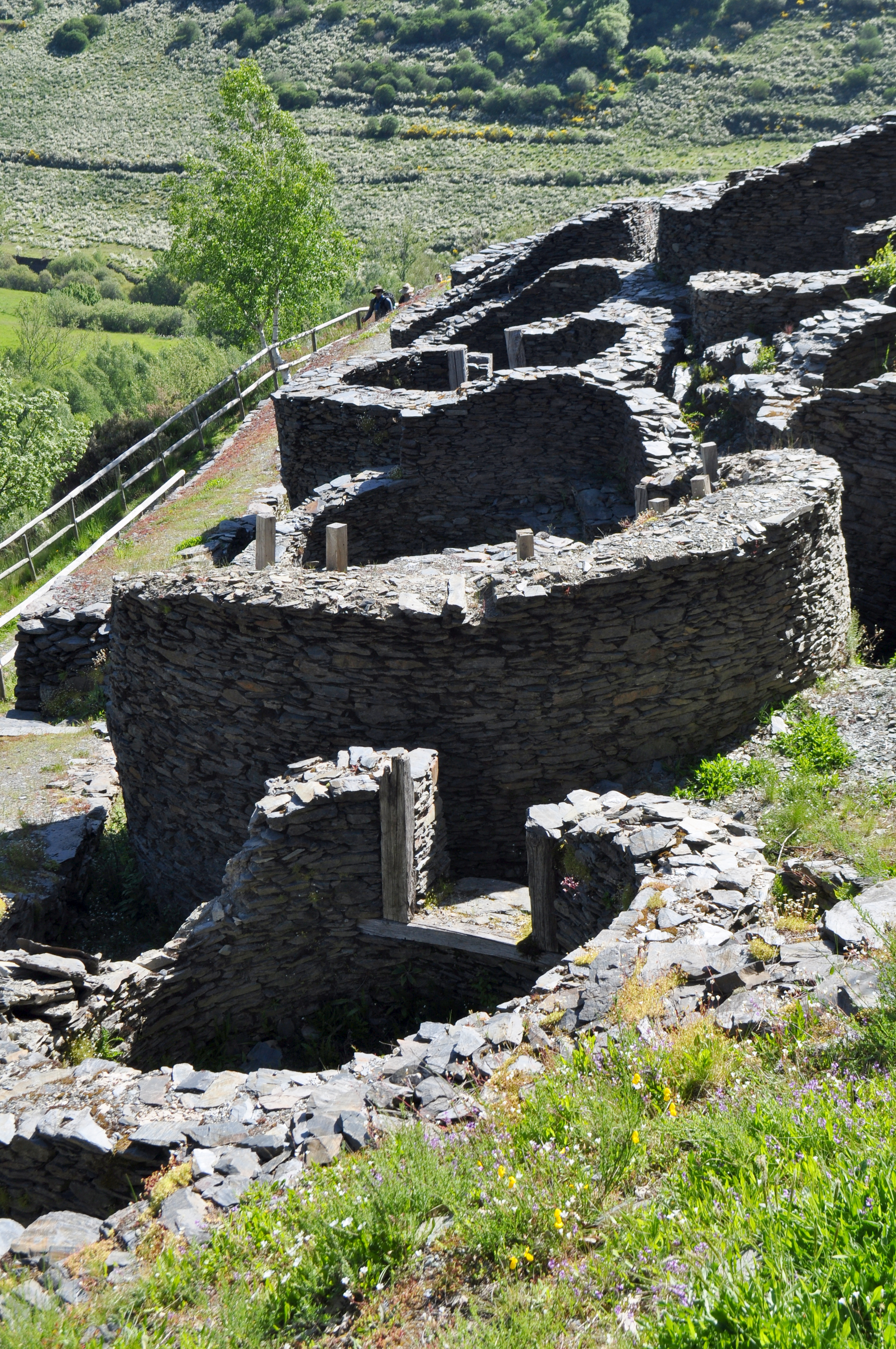
Burgreste von Chano

- Burgreste von Chano